# Liste der Mitglieder des Landtages Rheinland-Pfalz (6. Wahlperiode)
Liste der Mitglieder des Rheinland-Pfälzischen Landtages (6. Wahlperiode)
Der Rheinland-Pfälzische Landtag bestand in der 6. Wahlperiode von 1967 bis 1971 aus 100 Mitgliedern.

## Zusammensetzung
Bei der Landtagswahl am 23. April 1967 gab es folgendes Ergebnis:
| Partei | Prozent | Sitze |
| ------ | ------- | ----- |
| CDU    | 46,7    | 49    |
| SPD    | 36,8    | 39    |
| FDP    | 8,3     | 8     |
| NPD    | 6,9     | 4     |

## Präsidium
- Präsident: Otto van Volxem (CDU)
- Vizepräsidenten: Adolf Wilhelm Rothley (SPD) 1967–1969, Gerhard Steen (SPD) 1969–1971, Gerhard Völker (FDP)

## Abgeordnete
| Name                    | Lebensdaten | Partei | Wahlkreis   | Kommentar                                                                    |
| ----------------------- | ----------- | ------ | ----------- | ---------------------------------------------------------------------------- |
| Helmut Adamzyk          | 1926–1996   | CDU    | Wahlkreis 7 | in SPD eingetreten am 1. Oktober 1969                                        |
| Peter Altmeier          | 1899–1977   | CDU    | Wahlkreis 1 |                                                                              |
| Wilhelm Backes          | 1921–1991   | SPD    | Wahlkreis 3 |                                                                              |
| Karl Bäcker             | 1920–2008   | SPD    | Wahlkreis 7 |                                                                              |
| Baltfried Barthel       | 1915–2013   | SPD    | Wahlkreis 7 | ausgeschieden am 16. Oktober 1967                                            |
| Johann Beckenbach       | 1897–1992   | SPD    | Wahlkreis 5 |                                                                              |
| Hermann Belzner         | 1919–1991   | SPD    | Wahlkreis 3 |                                                                              |
| Adolf Billen            | 1911–1979   | CDU    | Wahlkreis 3 |                                                                              |
| Willi Bißbort           | 1910–1990   | FDP    | Wahlkreis 7 | eingetreten am 25. Mai 1967 für Fritz Schneider                              |
| Kurt Böckmann           | 1929–2008   | CDU    | Wahlkreis 6 |                                                                              |
| Loni Böhm               | 1919–2011   | CDU    | Wahlkreis 3 |                                                                              |
| Oskar Böhm              | 1919–2001   | SPD    | Wahlkreis 6 |                                                                              |
| Klaus Bremm             | 1923–2008   | CDU    | Wahlkreis 2 | ausgeschieden am 17. Oktober 1969                                            |
| Wolfgang Brix           | 1930–2006   | CDU    | Wahlkreis 6 |                                                                              |
| Hans Broßmann           | 1923–1997   | FDP    | Wahlkreis 5 | eingetreten am 1. Juni 1969 für Günter Storch                                |
| Heinrich von Bünau      | 1906–1992   | FDP    | Wahlkreis 6 |                                                                              |
| Werner Danz             | 1923–1999   | FDP    | Wahlkreis 2 |                                                                              |
| Willi Diel              | 1928–2015   | SPD    | Wahlkreis 4 |                                                                              |
| Paul Durm               | 1920–2015   | CDU    | Wahlkreis 7 |                                                                              |
| Hermann Eicher          | 1911–1984   | FDP    | Wahlkreis 5 | ausgeschieden am 23. Mai 1967                                                |
| Wilhelm Engelbreit      | 1924–1986   | CDU    | Wahlkreis 6 | ausgeschieden am 1. Juni 1970                                                |
| Willi Erkel             | 1913–2002   | SPD    | Wahlkreis 2 |                                                                              |
| Aloys Felke             | 1927–1997   | CDU    | Wahlkreis 2 | eingetreten am 18. Oktober 1969 für Klaus Bremm                              |
| Helmut Fink             | 1928–1990   | SPD    | Wahlkreis 4 | eingetreten am 16. Dezember 1969 für Otto Schmidt                            |
| Hans Fröder             | 1918–1997   | CDU    | Wahlkreis 5 |                                                                              |
| Jockel Fuchs            | 1919–2002   | SPD    | Wahlkreis 5 |                                                                              |
| Fritz Füllenbach        | 1902–1976   | SPD    | Wahlkreis 2 |                                                                              |
| Johann Wilhelm Gaddum   | 1930        | CDU    | Wahlkreis 1 |                                                                              |
| Horst Geisel            | 1933–1985   | CDU    | Wahlkreis 5 |                                                                              |
| Emil Geörger            | 1912–1967   | CDU    | Wahlkreis 6 | † 21. Mai 1967                                                               |
| Bertram Hartard         | 1929–1992   | CDU    | Wahlkreis 6 | eingetreten am 1. Mai 1970 für Oskar Stübinger                               |
| Lorenz Harth            | 1913–2002   | NPD    | Wahlkreis 7 |                                                                              |
| Julius Haxel            | 1904–1983   | SPD    | Wahlkreis 4 | eingetreten am 12. Oktober 1967 für Willi Peiter                             |
| Susanne Hermans         | 1919–2013   | CDU    | Wahlkreis 1 |                                                                              |
| Hans Herrmann           | 1924–2002   | SPD    | Wahlkreis 7 | eingetreten am 21. Oktober 1967 für Baltfried Barthel                        |
| Herbert Heuft           | 1920–1997   | SPD    | Wahlkreis 1 |                                                                              |
| Ernst Heydorn           | 1904–1979   | FDP    | Wahlkreis 1 |                                                                              |
| Willibald Hilf          | 1931–2004   | CDU    | Wahlkreis 4 | ausgeschieden am 2. Mai 1969                                                 |
| Willi Hörter            | 1930–1996   | CDU    | Wahlkreis 1 |                                                                              |
| Horst Homann            | 1934–2002   | CDU    | Wahlkreis 3 | ausgeschieden am 31. Mai 1970                                                |
| Otto Hoos               | 1921–2003   | SPD    | Wahlkreis 6 |                                                                              |
| Werner Hublitz          | 1926–2004   | SPD    | Wahlkreis 7 | eingetreten am 16. Dezember 1969 für Adolf Wilhelm Rothley                   |
| Gerhard Huy             | 1940–2002   | NPD    | Wahlkreis 7 | eingetreten am 16. Dezember 1968 für Hans Müller                             |
| Johann Jacobs           | 1903–1988   | SPD    | Wahlkreis 3 |                                                                              |
| Peter Paul Jost         | 1925–1974   | SPD    | Wahlkreis 3 | eingetreten am 1. Juli 1970 für Hans König                                   |
| Paul Knüpper            | 1930–2006   | CDU    | Wahlkreis 1 |                                                                              |
| Lucie Kölsch            | 1919–1997   | SPD    | Wahlkreis 5 |                                                                              |
| Hans König              | 1916–1999   | SPD    | Wahlkreis 3 | ausgeschieden am 30. Juni 1970                                               |
| Helmut Kohl             | 1930–2017   | CDU    | Wahlkreis 6 |                                                                              |
| Gerhard Krempel         | 1931        | CDU    | Wahlkreis 4 |                                                                              |
| Paul Landsmann          | 1928–2002   | CDU    | Wahlkreis 2 |                                                                              |
| Horst Langes            | 1928        | CDU    | Wahlkreis 3 |                                                                              |
| Heinz Laubach           | 1925–2023   | CDU    | Wahlkreis 5 |                                                                              |
| Günther Leonhart        | 1914–1993   | SPD    | Wahlkreis 1 |                                                                              |
| Josef Ludes             | 1912–1985   | SPD    | Wahlkreis 3 |                                                                              |
| Theo Lück               | 1921–2012   | SPD    | Wahlkreis 1 |                                                                              |
| Theo Magin              | 1932–2025   | CDU    | Wahlkreis 6 | eingetreten am 9. April 1968 für Eduard Orth                                 |
| Albrecht Martin         | 1927–2014   | CDU    | Wahlkreis 2 |                                                                              |
| Fritz May               | 1914–1993   | NPD    | Wahlkreis 5 |                                                                              |
| Philipp Mayer           | 1918–1988   | SPD    | Wahlkreis 7 |                                                                              |
| Josef Mendling          | 1920–2000   | SPD    | Wahlkreis 1 | ausgeschieden am 18. April 1970                                              |
| Otto Meyer              | 1921–2013   | CDU    | Wahlkreis 4 |                                                                              |
| Konrad Mohr             | 1921–2010   | CDU    | Wahlkreis 1 |                                                                              |
| Helmut Mühlender        | 1918–2008   | SPD    | Wahlkreis 2 | eingetreten am 1. September 1970 für Heinrich Schneider                      |
| Hans Müller             | 1915–1974   | NPD    | Wahlkreis 7 | aus NPD ausgetreten 1968 ausgeschieden am 31. Oktober 1968                   |
| Herbert Müller          | 1900–1994   | SPD    | Wahlkreis 6 |                                                                              |
| Jakob Müller            | 1922–1993   | SPD    | Wahlkreis 6 |                                                                              |
| Oskar Munzinger         | 1911–1983   | SPD    | Wahlkreis 7 |                                                                              |
| Hanns Neubauer          | 1905–2003   | CDU    | Wahlkreis 2 |                                                                              |
| Eduard Orth             | 1902–1968   | CDU    | Wahlkreis 6 | † 31. März 1968                                                              |
| Kurt Otto               | 1903–1985   | NPD    | Wahlkreis 6 |                                                                              |
| Günter Pauli            | 1929–2010   | SPD    | Wahlkreis 1 | eingetreten am 19. April 1970 für Josef Mendling                             |
| Willi Peiter            | 1917–1989   | SPD    | Wahlkreis 4 | ausgeschieden am 3. Oktober 1967                                             |
| Ludwig Pfeil            | 1920–1994   | CDU    | Wahlkreis 4 |                                                                              |
| Kurt Rocker             | 1928–2020   | CDU    | Wahlkreis 7 |                                                                              |
| Johannes Baptist Rösler | 1922–2009   | CDU    | Wahlkreis 5 |                                                                              |
| Adolf Wilhelm Rothley   | 1920–1971   | SPD    | Wahlkreis 7 | ausgeschieden am 15. Dezember 1969                                           |
| Josef Rüber             | 1917–1977   | CDU    | Wahlkreis 1 |                                                                              |
| Ludwig Rupertus         | 1911–1991   | CDU    | Wahlkreis 7 |                                                                              |
| Julius Saxler           | 1916–1996   | CDU    | Wahlkreis 3 |                                                                              |
| Franz Schaaf            | 1919–1991   | CDU    | Wahlkreis 1 |                                                                              |
| Jakob Schadt            | 1921–1995   | SPD    | Wahlkreis 5 |                                                                              |
| Otto Schmidt            | 1899–1969   | SPD    | Wahlkreis 4 | † 11. Dezember 1969                                                          |
| Walter Schmitt          | 1914–1994   | CDU    | Wahlkreis 2 |                                                                              |
| Fritz Schneider         | 1916–2006   | FDP    | Wahlkreis 7 | ausgeschieden am 22. Mai 1967                                                |
| Heinrich Schneider      | 1902–1972   | SPD    | Wahlkreis 2 | ausgeschieden am 31. August 1970                                             |
| Karl Schön              | 1923–1994   | SPD    | Wahlkreis 1 |                                                                              |
| Hans-Otto Scholl        | 1933        | FDP    | Wahlkreis 6 |                                                                              |
| Wilhelm Schrot          | 1915–2016   | CDU    | Wahlkreis 3 | eingetreten am 25. Mai 1967 für Otto Theisen                                 |
| Erich Schüler           | 1907–1975   | CDU    | Wahlkreis 4 | eingetreten am 29. Mai 1969 für Willibald Hilf                               |
| Walter Schüßler         | 1904–1976   | FDP    | Wahlkreis 2 |                                                                              |
| Jakob Schunk            | 1902–1976   | SPD    | Wahlkreis 7 |                                                                              |
| Heinz Schwarz           | 1928–2023   | CDU    | Wahlkreis 1 |                                                                              |
| Hans Schweitzer         | 1920–1988   | SPD    | Wahlkreis 4 |                                                                              |
| Josef Sehn              | 1909–1995   | CDU    | Wahlkreis 2 |                                                                              |
| Paulus Skopp            | 1905–1999   | SPD    | Wahlkreis 6 |                                                                              |
| Ursula Starlinger       | 1917–2005   | CDU    | Wahlkreis 6 |                                                                              |
| Gerhard Steen           | 1923–1990   | SPD    | Wahlkreis 1 |                                                                              |
| Edwin Steinhauer        | 1916–1996   | CDU    | Wahlkreis 7 |                                                                              |
| Günter Storch           | 1926–2004   | FDP    | Wahlkreis 5 | eingetreten am 29. Mai 1967 für Hermann Eicher ausgeschieden am 31. Mai 1969 |
| Oskar Stübinger         | 1910–1988   | CDU    | Wahlkreis 6 | ausgeschieden am 30. April 1970                                              |
| Otto Theisen            | 1924–2005   | CDU    | Wahlkreis 3 | ausgeschieden am 25. Mai 1967                                                |
| Karl Thorwirth          | 1923–2003   | SPD    | Wahlkreis 5 |                                                                              |
| Alfred Truschel         | 1910–1990   | CDU    | Wahlkreis 5 |                                                                              |
| Otto van Volxem         | 1913–1994   | CDU    | Wahlkreis 3 |                                                                              |
| Gerhard Völker          | 1905–1972   | FDP    | Wahlkreis 1 |                                                                              |
| Heinrich Völker         | 1900–1975   | SPD    | Wahlkreis 5 |                                                                              |
| Theo Vondano            | 1926–1993   | CDU    | Wahlkreis 7 |                                                                              |
| Herbert Waldenberger    | 1935–2017   | CDU    | Wahlkreis 6 | eingetreten am 2. Juni 1970 für Wilhelm Engelbreit                           |
| Otto Walzel             | 1919–1991   | SPD    | Wahlkreis 7 | in CDU eingetreten am 1. Oktober 1969                                        |
| Nikolaus Weis           | 1905–1971   | CDU    | Wahlkreis 3 | † 14. Mai 1971; kein Nachrücker berufen                                      |
| Gertrud Wetzel          | 1914–1994   | SPD    | Wahlkreis 6 |                                                                              |
| Paul Wingendorf         | 1914–1995   | CDU    | Wahlkreis 1 |                                                                              |
| Johann Wirtz            | 1913–2003   | CDU    | Wahlkreis 3 |                                                                              |
| Paul Wolf               | 1920–1977   | SPD    | Wahlkreis 6 |                                                                              |
| Günter Wolfram          | 1930–2004   | SPD    | Wahlkreis 1 |                                                                              |
| August Wolters          | 1903–1990   | CDU    | Wahlkreis 3 |                                                                              |
| Dieter Ziegler          | 1937–2019   | CDU    | Wahlkreis 6 | eingetreten am 29. Mai 1967 für Emil Geörger                                 |
| Robert Zingen           | 1928–2005   | CDU    | Wahlkreis 3 | eingetreten am 1. Juni 1970 für Horst Homann                                 |